# Immaculada Bellafont i Senties
Immaculada Bellafont i Senties, més coneguda com a Imma Bellafont (Vic, Osona, 12 de gener de 1949) és una llibretera i activista cultural catalana, que ha estat presidenta del Gremi de Llibreters de Catalunya entre els anys 2006 i 2010.

## Llibretera i activista cultural
El 23 d'abril de 1976, va començar la seva trajectòria en el món llibreter treballant la llibreria La Tralla, a Vic, en un projecte obert per iniciativa de diversos socis, un establiment que, més enllà de la difusió i venda de llibres, va esdevenir un dels principals dinamitzadors de la vida cultural de la ciutat i de la comarca osonenca. Al cap de poc, els socis van voler traspassar la llibreria a una distribuïdora de Barcelona. Llavors Imma Bellafont es va convertir en la propietària. Durant tots aquests anys, des de La Gralla va organitzar multitud d'actes culturals, col·loquis, conferències, etc. En un primer moment, fins i tot va acollir una galeria que introduí a Vic l'art d'avantguarda. Imma Bellafont, com a propietària, va assumir, des d'aquesta plataforma, la filosofia de normalització de la cultura catalana, cercant en tot moment la difusió d'una producció editorial en la llengua pròpia que, des d'aleshores, no ha parat de créixer. Durant els primers anys al capdavant va haver de suportar les darreres cuetades del règim anterior. El 2006 també va obrir una llibreria a Ripoll. El juny del 2013, després de 37 anys al capdavant de La Tralla, Bellafont, que va haver d'avançar la seva jubilació uns mesos per motius de salut, va cedir la propietat i la direcció de la llibreria a Oriol Roig.

## Gremi de Llibreters de Catalunya
El 2006 es va convertir en la presidenta del Gremi de Llibreters de Catalunya, substituint Neus Ribatallada, de la llibreria Paideia de Sant Cugat, que havia ocupat el càrrec durant els dos anys anteriors. Bellafont es va mantenir com a presidenta fins al 2010, en què fou substituïda per Antoni Daura, encara que va continuar formant part de la Junta Directiva del Gremi com a vocal.

## Reconeixements
El 1985 fou guardonada amb el Premio Nacional del Ministeri de Cultura a la millor tasca de difusió cultural realitzada per les llibreries. També va rebre el 1994 el Premi Llibreter, del Departament de Cultura de la Generalitat de Catalunya, destinat al llibreter que més ha destacat en la promoció del llibre català, i el 2001 el Premi Josep M. Boixareu Ginesta al llibreter de l'any concedit per la Federació de Gremis d'Editors d'Espanya.